# Premis a les falles
Els premis són recompenses atorgades a les obres d'art efímeres i satíriques que es planten als carrer durant la festa de les Falles.
Junta Central Fallera dona premis de dos tipus: de Falla i d'Enginy i Gràcia. L'Ajuntament de València atorga guardons a l'experimentació i la innovació i a altres aspectes. La Secció Especial és la màxima categoria en les Falles de València. En altres localitats es lliuren premis a la millor crítica o millor crítica local.
La Generalitat Valenciana atorga també guardons a les millors Falles grans de les localitats valencianes de més de 20.000 habitants on se celebra la festa fallera, al millor cadafal faller de la secció especial de València i a l'artista autor de la mateixa. També a la guanyadora del primer premi de cada secció al Cap i Casal.
Diferents entitats de caràcter públic i privat també entreguen premis com el Lambda, el premi Xufa de València o a la millor escena relacionada amb el running.

## Premis a lesFallesde Junta Central Fallera

### Secció Especial[7]
| Any  | Lema                                                                                             | Artista                                            | Comissió                                                        |
| 1942 | "Bogeries de la nova música"                                                                     | Regino Mas                                         | Barques-Pasqual i Genís                                         |
| 1943 | ex aequo "Fotografies del passat" "Qui no fuma ací... se'l fumen allà!" "La Cavalcada del Ninot" | ex aequo Enrique Vidal Modesto González Regino Mas | ex aequo Plaça del Mercat Plaça de la Mercé Plaça de Sant Jaume |
| 1944 | "La llei de l'embut"                                                                             | Regino Mas                                         | Plaça del Mercat                                                |
| 1945 | "La Plaça del Mercat la llum ha solucionat"                                                      | Regino Mas                                         | Plaça del Mercat                                                |
| 1946 | "Comerç"                                                                                         | Regino Mas                                         | Plaça del Mercat                                                |
| 1947 | "Fira de mostres"                                                                                | Regino Mas                                         | Plaça del Mercat                                                |
| 1948 | "Lluita lliure"                                                                                  | Regino Mas                                         | Plaça del Mercat                                                |
| 1949 | "La batalla comercial"                                                                           | Regino Mas                                         | Plaça del Mercat                                                |
| 1950 | "Ja t'has casat, ja l'has cagat"                                                                 | Regino Mas                                         | Plaça del Mercat                                                |
| 1951 | "La gran València"                                                                               | Germans Fontelles                                  | Plaça del Doctor Collado                                        |
| 1952 | "La moda"                                                                                        | Regino Mas                                         | Plaça del Mercat                                                |
| 1953 | ex aequo "L'estiueig" "La rosa dels vents                                                        | ex aequo Regino Mas Germans Fontelles              | ex aequo Plaça del Mercat Plaça del Doctor Collado              |
| 1954 | "Subvencions"                                                                                    | Regino Mas                                         | Plaça del Mercat                                                |
| 1955 | "Jo sóc la vaca lletera"                                                                         | Regino Mas                                         | Plaça del Mercat                                                |
| 1956 | "Què monos estem!"                                                                               | Modesto González                                   | Na Jordana                                                      |
| 1957 | "Els temps canvien"                                                                              | Juan Huerta                                        | Jose Antonio-Duc de Calàbria                                    |
| 1958 | "Sobre rodes"                                                                                    | Regino Mas                                         | Convent Jerusalem-Matemàtic Marzal                              |
| 1959 | "La lluita per la vida"                                                                          | Salvador Debón                                     | Visitació-Oriola                                                |
| 1960 | "La fama"                                                                                        | Salvador Debón                                     | Plaça del Doctor Collado                                        |
| 1961 | "Tornejos"                                                                                       | Vicente Luna                                       | Convent Jerusalem-Matemàtic Marzal                              |
| 1962 | "La campanada"                                                                                   | Vicente Luna                                       | Convent Jerusalem-Matemàtic Marzal                              |
| 1963 | "Va bola!"                                                                                       | Vicente Luna                                       | Plaça del Mercat                                                |
| 1964 | "Noé i el segle XX"                                                                              | Juan Huerta                                        | Convent Jerusalem-Matemàtic Marzal                              |
| 1965 | "Es xopà fins la moma"                                                                           | Julián Puche                                       | Na Jordana                                                      |
| 1966 | "Pirateries"                                                                                     | Juan Huerta                                        | Plaça del Pilar                                                 |
| 1967 | "La nit"                                                                                         | Salvador Debón                                     | Plaça del Pilar                                                 |
| 1968 | "A la caça"                                                                                      | Salvador Debón                                     | Plaça del Pilar                                                 |
| 1969 | "La primavera"                                                                                   | Salvador Debón                                     | Plaça del Doctor Collado                                        |
| 1970 | "Xorissos"                                                                                       | Julián Puche                                       | Convent Jerusalem-Matemàtic Marzal                              |
| 1971 | "La selva"                                                                                       | Julián Puche                                       | Convent Jerusalem-Matemàtic Marzal                              |
| 1972 | "La contaminació"                                                                                | Salvador Debón                                     | Plaça de la Mercè                                               |
| 1973 | "La publicitat"                                                                                  | Josep Martínez Mollà                               | Bailén-Xàtiva                                                   |
| 1974 | "Temptació"                                                                                      | Alfredo Ruiz                                       | Plaça del Pilar                                                 |
| 1975 | "Naufraguen les tradicions"                                                                      | Julián Puche                                       | Na Jordana                                                      |
| 1976 | "La vida és una màscara"                                                                         | Josep Pascual Ibáñez "Pepet"                       | Convent Jerusalem-Matemàtic Marzal                              |
| 1977 | "El rapte d'Europa"                                                                              | Josep Martínez Mollà                               | Plaça del Pilar                                                 |
| 1978 | "El pas del temps"                                                                               | Josep Martínez Mollà                               | Plaça del Pilar                                                 |
| 1979 | "La caça"                                                                                        | Josep Pascual Ibáñez "Pepet"                       | Convent Jerusalem-Matemàtic Marzal                              |
| 1980 | "Els jocs"                                                                                       | Vicente Agulleiro                                  | Na Jordana                                                      |
| 1981 | "Amb la música a altra banda"                                                                    | Jose Luis Ferrer                                   | Regne de València-Mestre Serrano                                |
| 1982 | "Els pecats capitals"                                                                            | Manolo Martín                                      | Na Jordana                                                      |
| 1983 | "Carnestoltes"                                                                                   | Vicente Agulleiro                                  | Plaça del Pilar                                                 |
| 1984 | "La fam...a"                                                                                     | Vicente Agulleiro                                  | Plaça del Pilar                                                 |
| 1985 | "Fanals, fanalers i fanalades"                                                                   | Vicente Agulleiro                                  | Plaça del Pilar                                                 |
| 1986 | "El barri"                                                                                       | Miguel Santaeulalia Núñez                          | Na Jordana                                                      |
| 1987 | "La creació"                                                                                     | Vicente Agulleiro                                  | Plaça del Pilar                                                 |
| 1988 | "La comoditat valenciana"                                                                        | Agustín Villanueva                                 | Na Jordana                                                      |
| 1989 | "L'eroticrònica"                                                                                 | Ramon Espinosa                                     | Monestir de Poblet-A. Albiñana                                  |
| 1990 | "Ya 'semos' europeos"                                                                            | Agustin Villanueva                                 | Na Jordana                                                      |
| 1991 | "Contes xinesos"                                                                                 | Ramon Espinosa                                     | Monestir de Poblet-A. Albiñana                                  |
| 1992 | "Caceres"                                                                                        | Julio Monterrubio                                  | Plaça del Pilar                                                 |
| 1993 | "Mantis viatgera"                                                                                | Agustin Villanueva                                 | Convent Jerusalem-Matemàtic Marzal                              |
| 1994 | "El verí del teatre"                                                                             | Miguel Santaeulalia Núñez                          | Na Jordana                                                      |
| 1995 | "Ací és Hollywood"                                                                               | Miguel Santaeulalia Núñez                          | Na Jordana                                                      |
| 1996 | "Fora de la llei"                                                                                | Julio Monterrubio                                  | Plaça del Pilar                                                 |
| 1997 | "De la festa, la vespra"                                                                         | Miguel Santaeulalia Núñez                          | Na Jordana                                                      |
| 1998 | "Va ser una vegada"                                                                              | Julio Monterrubio                                  | Plaça del Pilar                                                 |
| 1999 | "Ball de màscares"                                                                               | Julio Monterrubio                                  | Plaça del Pilar                                                 |
| 2000 | "L'encantament"                                                                                  | Paco López                                         | Convent Jerusalem-Matemàtic Marzal                              |
| 2001 | "Descobriments del segle XVIII"                                                                  | Paco López                                         | Convent Jerusalem-Matemàtic Marzal                              |
| 2002 | "Desitjos, només en Nadal?"                                                                      | Pedro Santaeulalia                                 | Sueca-Literat Azorin                                            |
| 2003 | "Natura mare"                                                                                    | Latorre & Sanz                                     | Na Jordana                                                      |
| 2004 | "Qui espera, desespera"                                                                          | Pedro Santaeulalia                                 | Pediatra Jorge Comin-Serra Calderona                            |
| 2005 | "Ser o no ser"                                                                                   | Pedro Santaeulalia                                 | Pediatra Jorge Comin-Serra Calderona                            |
| 2006 | "Tot a cent"                                                                                     | Pedro Santaeulalia                                 | Pediatra Jorge Comin-Serra Calderona                            |
| 2007 | "Albufera' cup. El desafiament"                                                                  | Pedro Santaeulalia                                 | Pediatra Jorge Comin-Serra Calderona                            |
| 2008 | "Quant de conte"                                                                                 | Pedro Santaeulalia                                 | Pediatra Jorge Comin-Serra Calderona                            |
| 2009 | "Esta falla té... molta tela!"                                                                   | Julio Monterrubio                                  | Pediatra Jorge Comin-Serra Calderona                            |
| 2010 | "Rumb al paradís"                                                                                | Paco López                                         | Convent Jerusalem-Matemàtic Marzal                              |
| 2011 | "El caçador caçat"                                                                               | Pedro Santaeulalia                                 | Convent Jerusalem-Matemàtic Marzal                              |
| 2012 | "Amb el que hem sigut"                                                                           | Miguel Santaeulalia Serran                         | Pediatra Jorge Comin-Serra Calderona                            |
| 2013 | "Qui paga, mana"                                                                                 | Pedro Santaeulalia                                 | Convent Jerusalem-Matemàtic Marzal                              |
| 2014 | "Escàndol"                                                                                       | Pere Baenas                                        | Plaça del Pilar                                                 |
| 2015 | "Pantomima"                                                                                      | Pere Baenas                                        | Plaça del Pilar                                                 |
| 2016 | "Calla, canalla!"                                                                                | Carlos Carsí                                       | Cuba-Literat Azorin                                             |
| 2017 | "Eterna seducció"                                                                                | Julio Monterrubio                                  | Monestir de Poblet-A. Albiñana                                  |
| 2018 | "Per naturalesa"                                                                                 | Pere Baenas                                        | Convent Jerusalem-Matemàtic Marzal                              |
| 2019 | "Juga, juga,... i voràs"                                                                         | Carlos Carsí                                       | Monestir de Poblet-A. Albiñana                                  |

### Secció Especial "Enginy i Gràcia"
| Any  | Lema                                                     | Artista                   | Comissió                              |
| 1942 |                                                          |                           | Plaça del Mercat                      |
| 1943 |                                                          |                           | Plaça del Doctor Collado              |
| 1944 | "La llei de l'embut"                                     | Regino Mas                | Plaça del Mercat                      |
| 1945 | "La Plaça del Mercat la llum ha solucionat"              | Regino Mas                | Plaça del Mercat                      |
| 1946 | "Comerç"                                                 | Regino Mas                | Plaça del Mercat                      |
| 1947 | "Fira de mostres"                                        | Regino Mas                | Plaça del Mercat                      |
| 1948 | "Lluita lliure"                                          | Regino Mas                | Plaça del Mercat                      |
| 1949 |                                                          |                           | Peu de la Creu                        |
| 1950 | "Ja t'has casat, ja l'has cagat"                         | Regino Mas                | Plaça del Mercat                      |
| 1951 | "L'espill de la veritat"                                 | Germans Fontelles         | Plaça del Doctor Collado              |
| 1952 | "És la moda"                                             | Regino Mas                | Plaça del Mercat                      |
| 1953 | "L'estiueig"                                             | Regino Mas                | Plaça del Mercat                      |
| 1954 | "Congressos de tot el món"                               | Modesto González          | Na Jordana                            |
| 1955 | "Massa burro-cràcia"                                     | Modesto González          | Na Jordana                            |
| 1956 | "Què monos estem!"                                       | Modesto González          | Na Jordana                            |
| 1957 | "La nova plaga..."                                       | Germans Fontelles         | Plaça del Mercat                      |
| 1958 | "Animals irracionals"                                    | Josep Soriano i Izquierdo | Plaça del Doctor Collado              |
| 1959 | "Per culpa de la poma"                                   | Juan Huerta               | Plaça del Mercat                      |
| 1960 | "Les tres gràcies"                                       | Pascual Gimeno            | Convent de Jerusalem-Matemàtic Marzal |
| 1961 | "Suplicis"                                               | Juan Huerta               | Estació del Nord                      |
| 1962 | "Mil regles d'urbanitat pa viure en susietat"            | Rafael Raga               | Luís Santàngel-Matías Perelló         |
| 1963 | "Tunos"                                                  | Juan Huerta               | Convent de Jerusalem-Matemàtic Marzal |
| 1964 | "Noé i el segle XX"                                      | Juan Huerta               | Convent Jerusalem-Matemàtic Marzal    |
| 1965 | "Televisió"                                              | Juan Huerta               | Convent de Jerusalem-Matemàtic Marzal |
| 1966 | "Si olores clavant el nas, encertaràs més d'un cas"      | Vicent Tortosa i Biosca   | Plaça de la Mercè                     |
| 1967 | "Cadascú porta el seu bollo i el seu pla de desenrotllo" | Vicent Tortosa i Biosca   | Plaça de la Mercè                     |
| 1968 | "A la caça"                                              | Salvador Debón            | Plaça del Pilar                       |
| 1969 | "La primavera"                                           | Salvador Debón            | Plaça del Doctor Collado              |
| 1970 | "Xorissos"                                               | Julián Puche              | Convent Jerusalem-Matemàtic Marzal    |
| 1971 | "El purgatori"                                           | Vicente Luna              | Plaça del Mercat                      |
| 1972 | "La contaminació"                                        | Salvador Debón            | Plaça de la Mercè                     |
| 1973 | "Porcades"                                               | Julián Puche              | Na Jordana                            |
| 1974 | "Temptació"                                              | Alfredo Ruiz              | Plaça del Pilar                       |
| 1975 | "Naufraguen les tradicions"                              | Julián Puche              | Na Jordana                            |
| 1976 | "La vida és un antifaç"                                  | Josep Pascual Ibáñez      | Convent de Jerusalem-Matemàtic Marzal |
| 1977 | "El rapte d'Europa"                                      | Josep Martínez Mollá      | Plaça del Pilar                       |
| 1978 | "Pas al progrés"                                         | Vicente Agulleiro         | Na Jordana                            |
| 1979 | "De presses i corregudes"                                | Vicente Agulleiro         | Na Jordana                            |
| 1980 | "Els jocs"                                               | Vicente Agulleiro         | Na Jordana                            |
| 1981 | "La glòria"                                              | Manolo Martín             | Convent de Jerusalem-Matemàtic Marzal |
| 1982 | "Els pecats capitals"                                    | Manolo Martín             | Na Jordana                            |
| 1983 | "Carnestoltes"                                           | Vicente Agulleiro         | Plaça del Pilar                       |
| 1984 | "Els signes del Zodiac"                                  | Manolo Martín             | Na Jordana                            |
| 1985 | "S.M. La Festa"                                          | La comissió               | Na Jordana                            |
| 1986 | "El barri"                                               | Miguel Santaeulalia Núñez | Na Jordana                            |
| 1987 | "Per darrere i per davant"                               | Miguel Santaeulalia Núñez | Na Jordana                            |
| 1988 | "La comoditat valenciana"                                | Agustín Villanueva        | Na Jordana                            |
| 1989 | "La campanada"                                           | Vicente Agulleiro         | Plaça del Pilar                       |
| 1990 | "Llum i acció"                                           | Vicente Agulleiro         | Plaça del Pilar                       |
| 1991 | "El melic del món"                                       | Miguel Santaeulalia       | Na Jordana                            |
| 1992 | "Caceres"                                                | Julio Monterrubio         | Plaça del Pilar                       |
| 1993 | "Ull, que l'estan pentinant!"                            | Miguel Santaeulalia       | Na Jordana                            |
| 1994 | "Llits"                                                  | Agustín Villanueva        | Blanqueries                           |
| 1995 | "Ací és Hollywood"                                       | Miguel Santaeulalia       | Na Jordana                            |
| 1996 | “Toccata e fuga. Op. 43”                                 | Miguel Santaeulalia       | Na Jordana                            |
| 1997 | "El Gran Premi Nacional"                                 | Latorre i Sanz            | Plaça de la Mercè                     |
| 1998 | "Clon clon"                                              | Alberto Rajadell          | Convent de Jerusalem-Matemàtic Marzal |
| 1999 | "Ball de màscares"                                       | Julio Monterrubio         | Plaça del Pilar                       |
| 2000 | "Mutacions"                                              | Manolo Martin             | Na Jordana                            |
| 2001 | "Pinotxada Universal"                                    | Manolo Martín             | Na Jordana                            |
| 2002 | "Rebel·lió a la granja"                                  | Miguel Santaeulalia       | Avda. Burjassot-Pare Carbonell        |
| 2003 | "El somni d'una nit d'estiu"                             | Julio Monterrubio         | Plaça del Pilar                       |
| 2004 | "Qui espera desespera"                                   | Pedro Santaeulalia        | Pediatra Jorge Comin-Serra Calderona  |
| 2005 | "Amor a quatre potes"                                    | Pepe Puche                | Exposició-Misser Mascó                |
| 2006 | "Tot a cent"                                             | Pedro Santaeulalia        | Pediatra Jorge Comin-Serra Calderona  |
| 2007 | "Albufera's cup. El desafiament"                         | Pedro Santaeulalia        | Pediatra Jorge Comin-Serra Calderona  |
| 2008 | "Enguany amb Ñ"                                          | Vicente Llácer            | Na Jordana                            |
| 2009 | "Pro Evolution Falles 09"                                | Vicente Llácer            | Na Jordana                            |
| 2010 | "Pelqueveigesticboig"                                    | Vicente Llácer            | Na Jordana                            |
| 2011 | "El caçador caçat"                                       | Pedro Santaeulalia        | Convent de Jerusalem-Matemàtic Marzal |
| 2012 | "Da Vinci"                                               | Manolo Garcia             | Na Jordana                            |
| 2013 | "Maleïts fallers: a les trinxeres"                       | Sergi Musoles             | Regne de València-Duc de Calàbria     |
| 2014 | "Escàndol"                                               | Pere Baenas               | Plaça del Pilar                       |
| 2015 | "Barbaritats"                                            | Alejandro Santaeulalia    | Monestir de Poblet-A. Albiñana        |
| 2016 | "Calla, canalla!"                                        | Carlos Carsí              | Cuba-Literat Azorín                   |
| 2017 | "Paren les rotatites!"                                   | Sergi Musoles             | Regne de València-Duc de Calàbria     |
| 2018 | "Llibertat!"                                             | Toni Pérez                | Na Jordana                            |
| 2019 | "Juga, juga... I voràs"                                  | Carlos Carsí              | Monestir de Poblet-A. Albiñana        |

### Nombre de premis de falla gran per comissió
| Comissió                                | Primer premi |
| --------------------------------------- | ------------ |
| Plaça del Pilar                         | 16           |
| Convent de Jerusalem-Matemàtic Marzal   | 15           |
| Plaça del Mercat                        | 13           |
| Na Jordana                              | 12           |
| Nou Campanar                            | 7            |
| Plaça del Doctor Collado                | 4            |
| L'Antiga de Campanar                    | 4            |
| Plaça Sant Jaume                        | 3            |
| Plaça de la Merced                      | 2            |
| Barques-Pascual i Genís                 | 1            |
| Plaça Lope de Vega                      | 1            |
| Sueca-Literat Azorín                    | 1            |
| Antic Regne de València-Duc de Calàbria | 1            |
| Antic Regne de València-Mestre Serrano  | 1            |
| Bailén-Xàtiva                           | 1            |
| Visitació-Oriola                        | 1            |
| Cuba-Literat Azorín                     | 1            |

Galeria d'imatges

Primers premis de secció especial
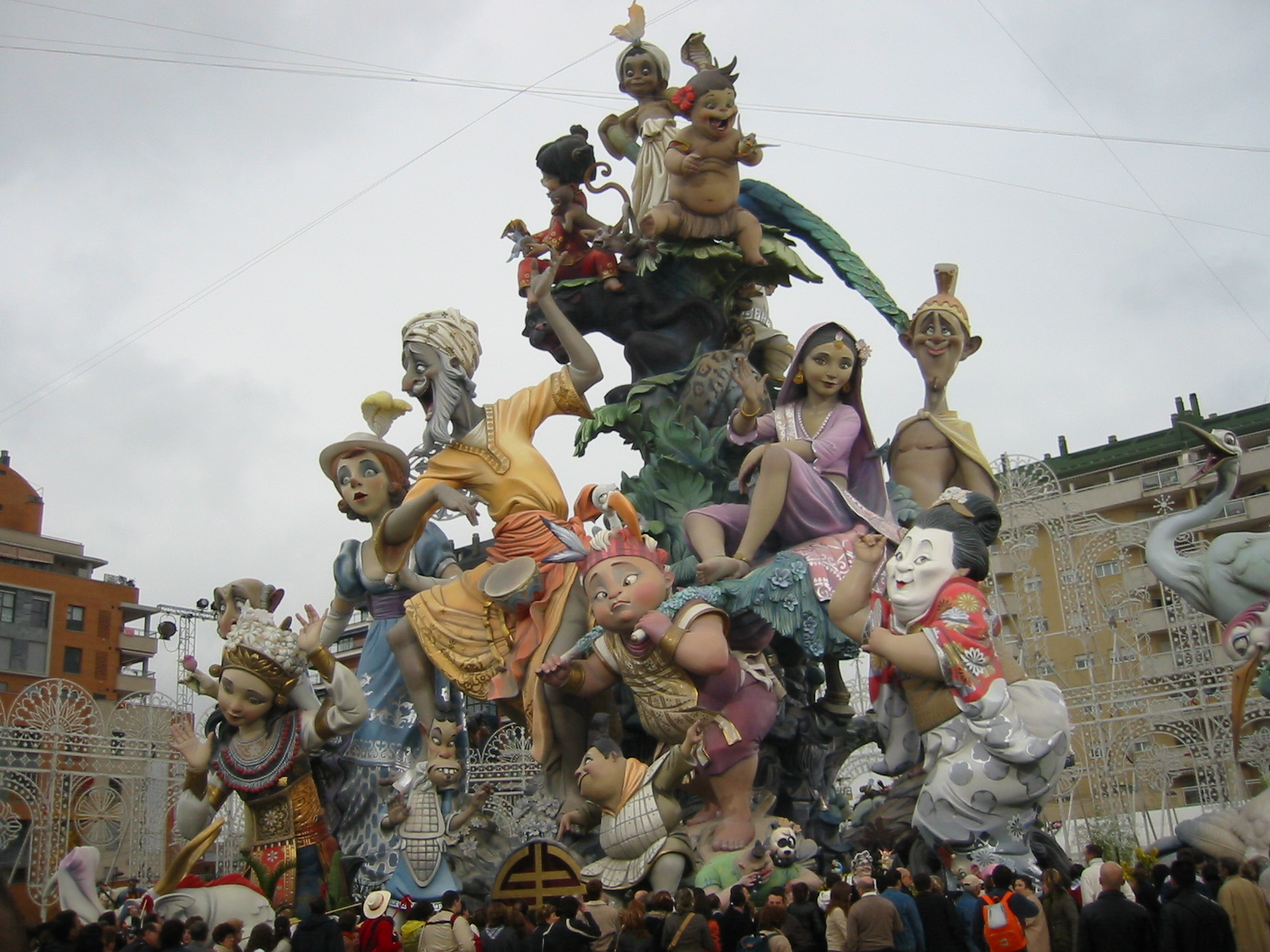
Primer premi del 2006: Nou Campanar
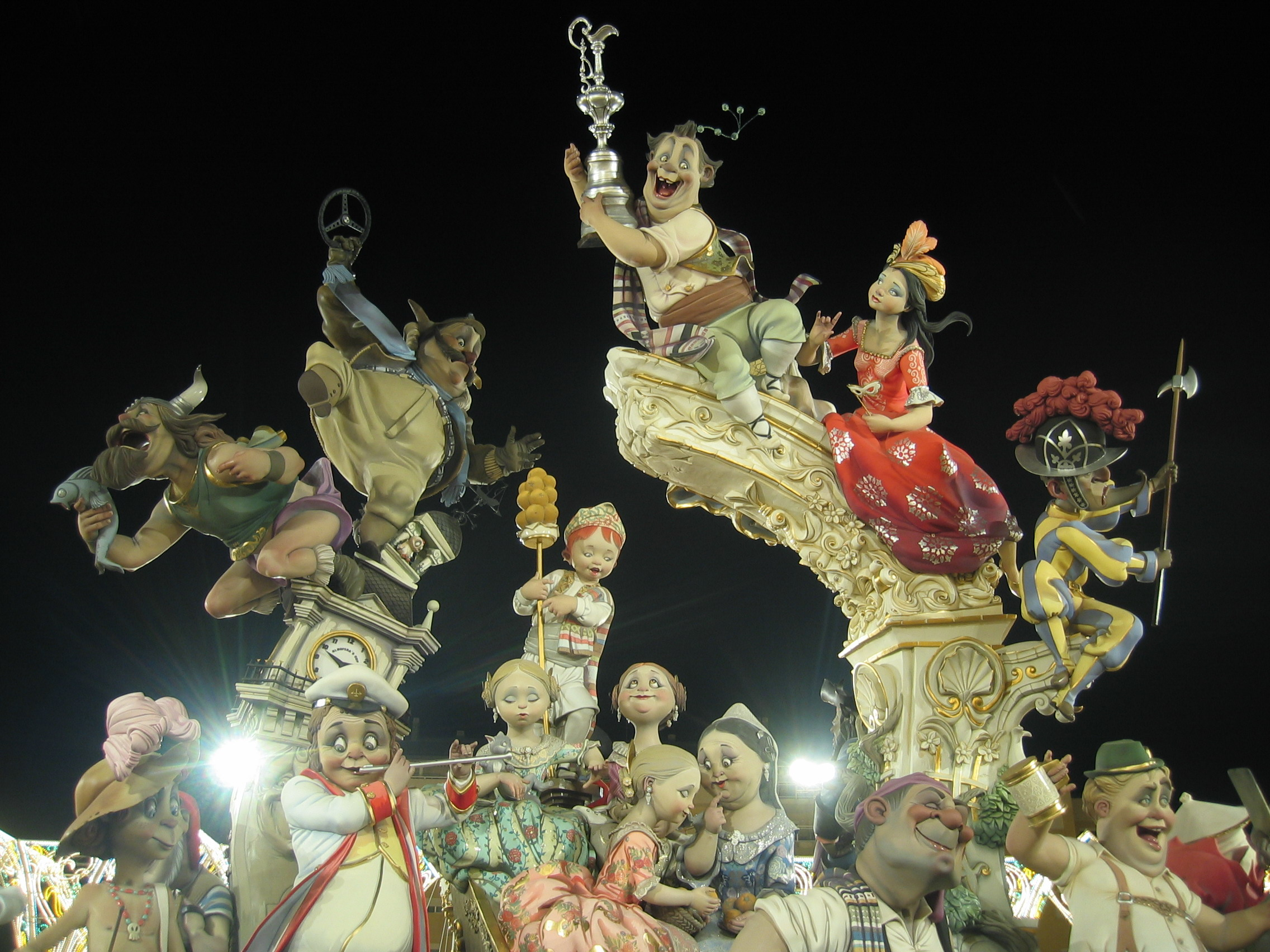
Primer premi del 2007: Nou Campanar
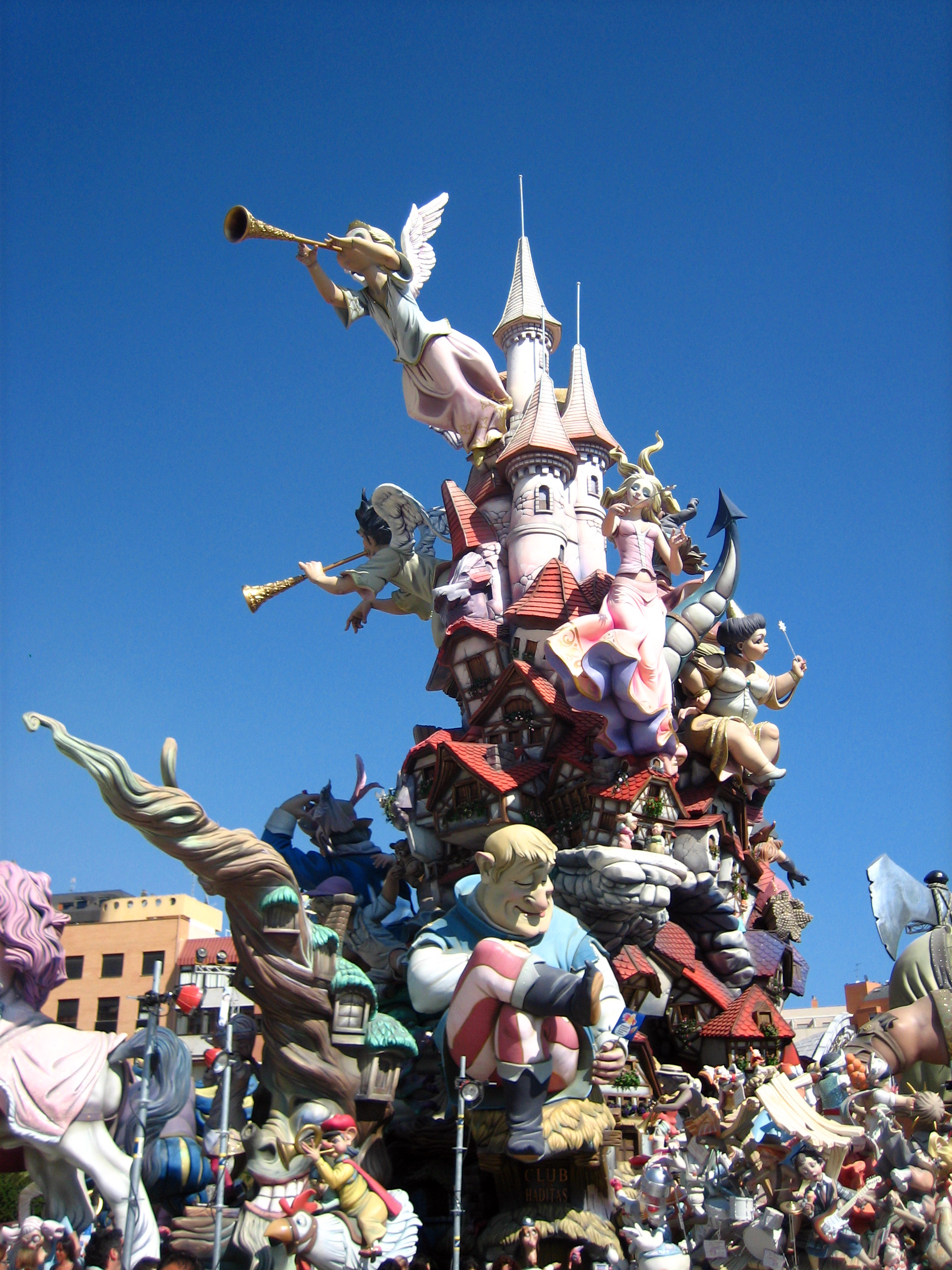
Primer premi del 2008: Nou Campanar
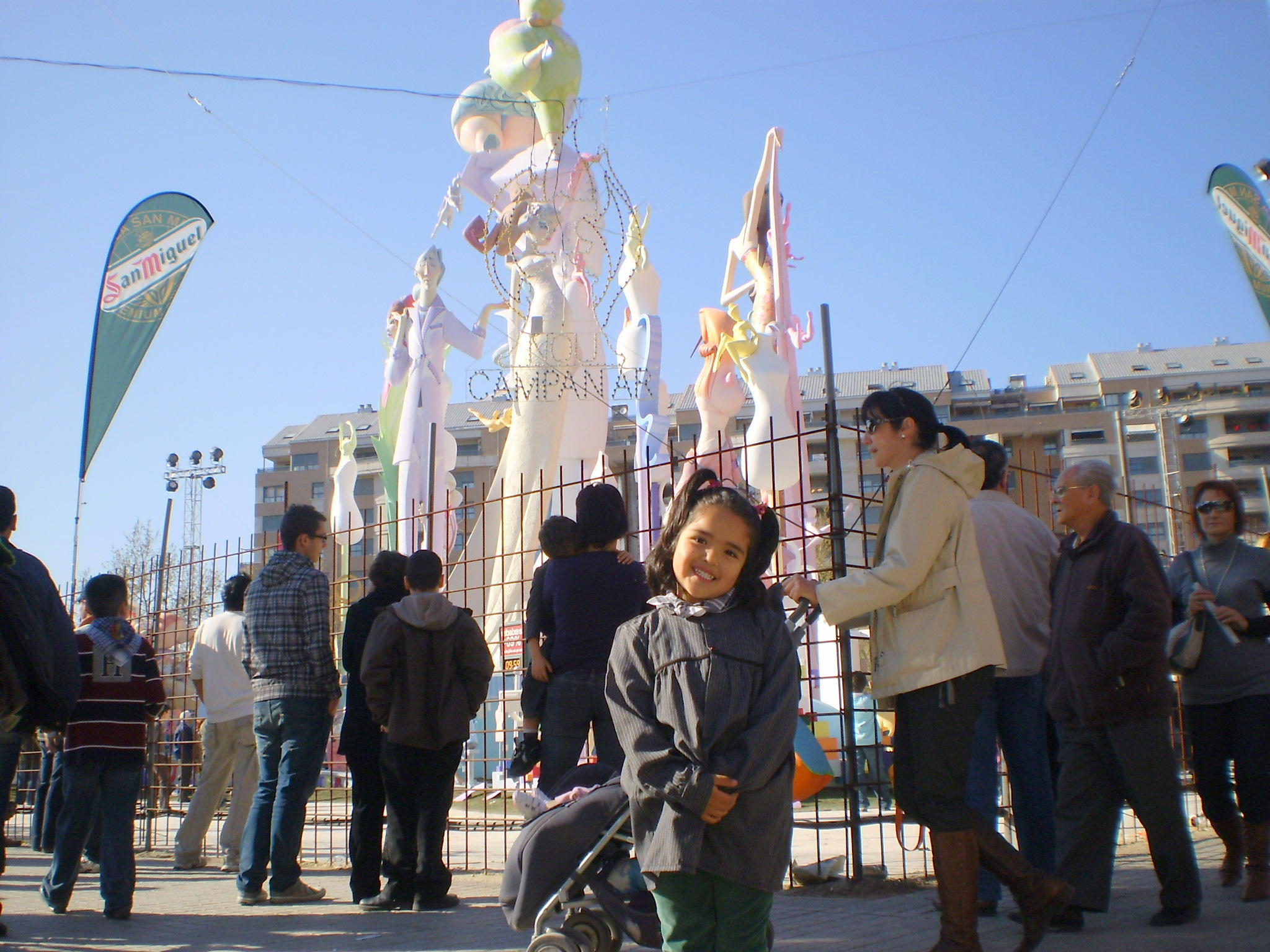
Primer premi del 2009: Nou Campanar
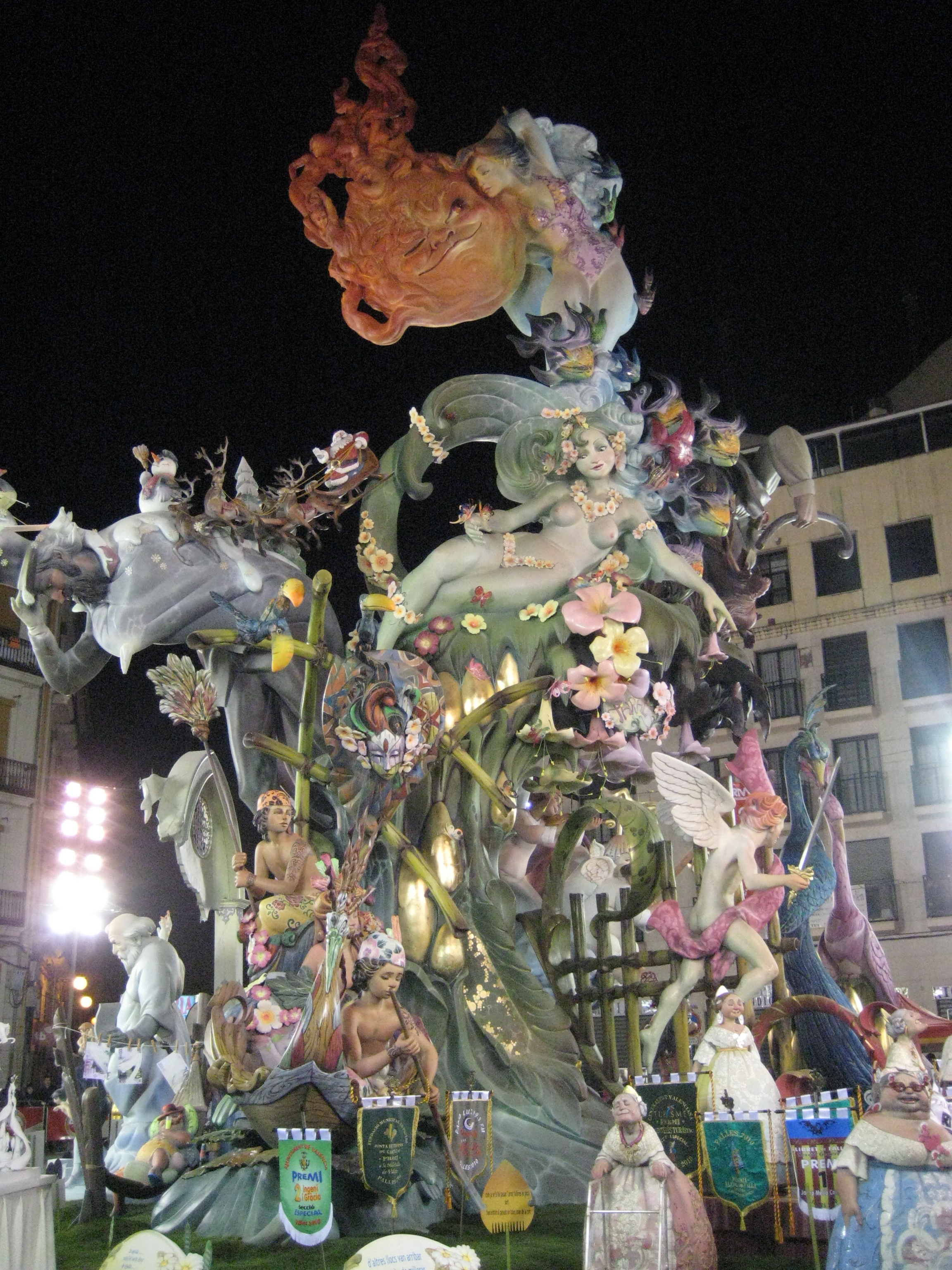
Primer premi del 2010: Convent de Jerusalem
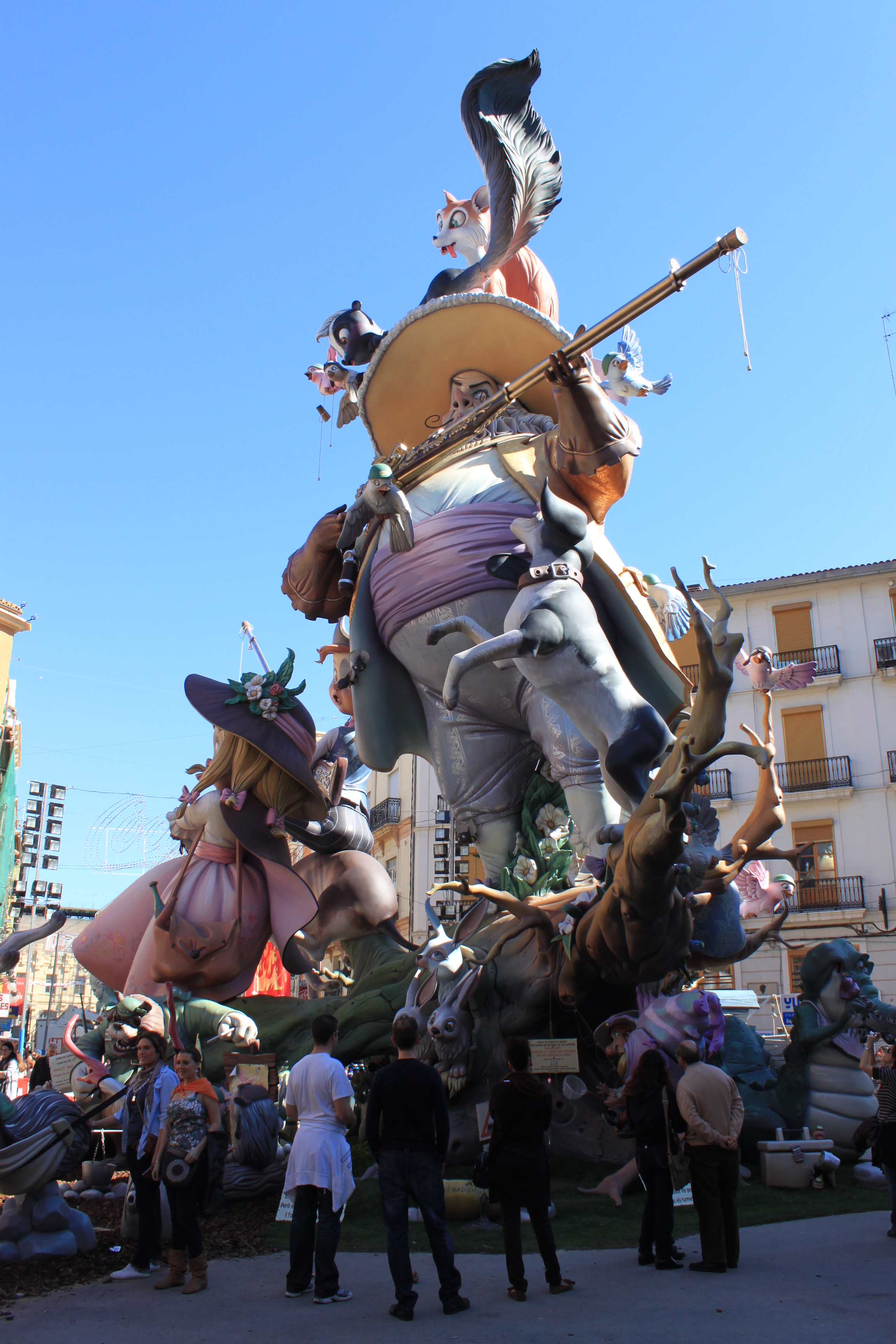
Primer premi del 2011: Convent de Jerusalem
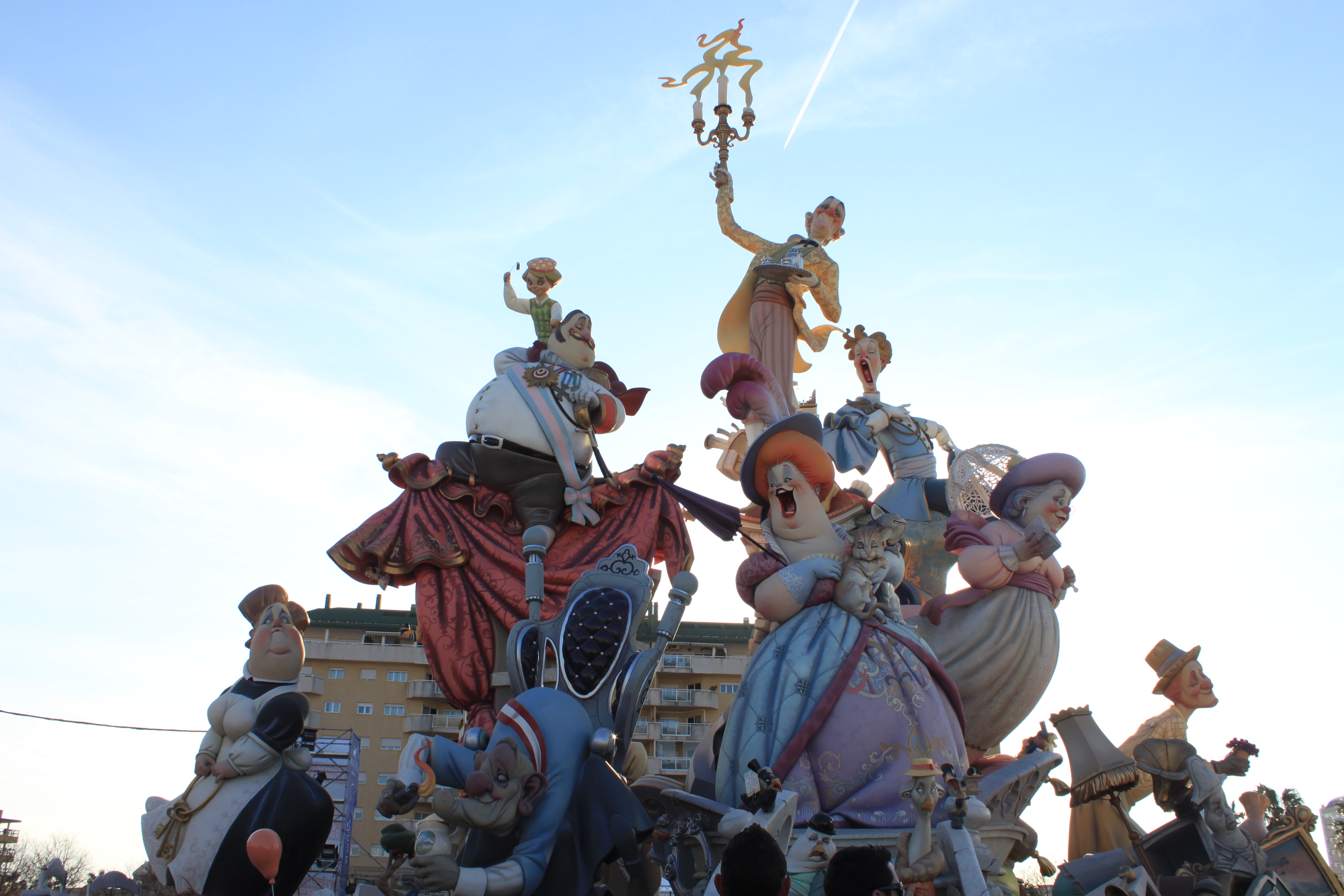
Primer premi del 2012: Nou Campanar
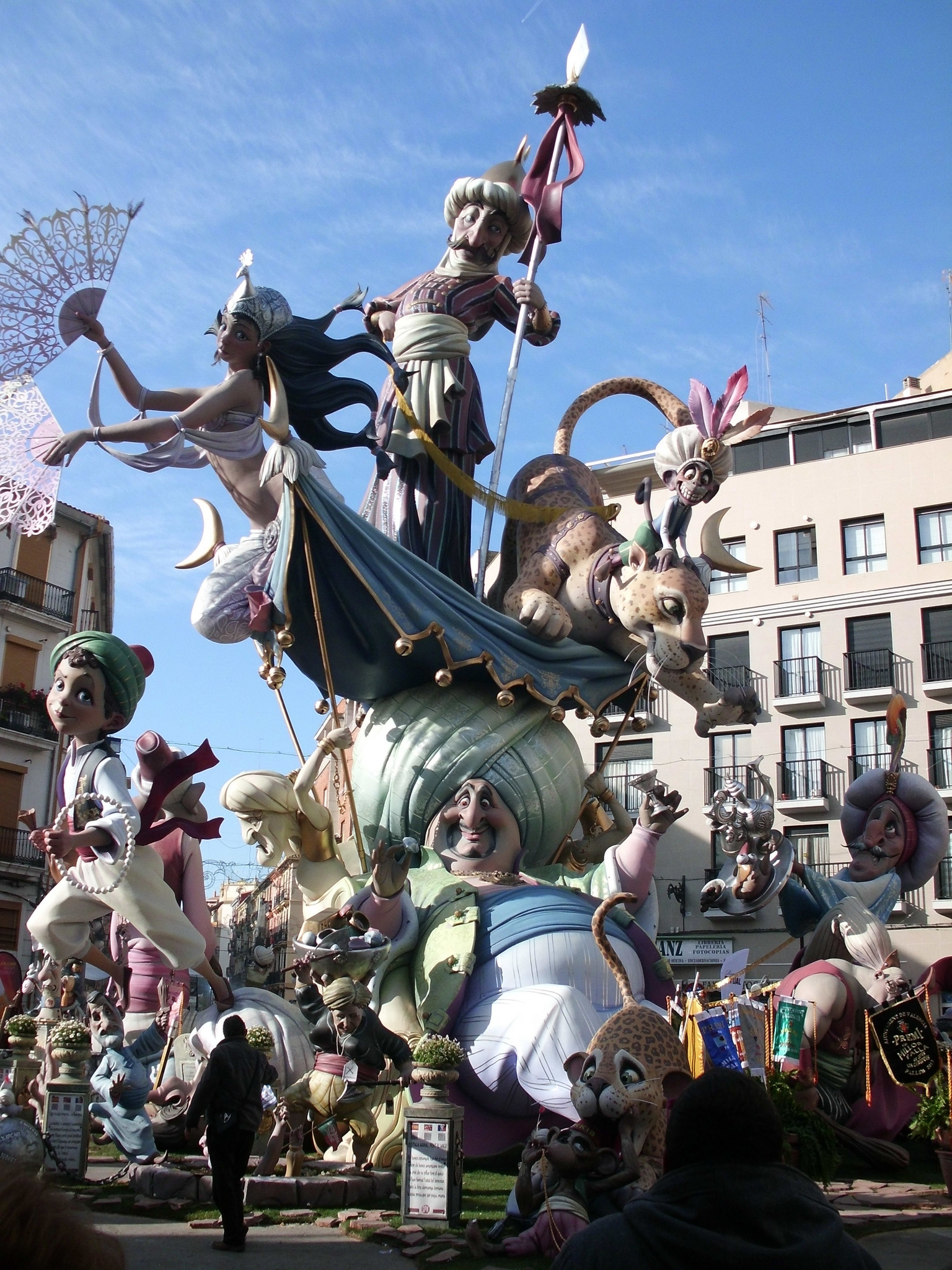
Primer premi del 2013: Convent de Jerusalem
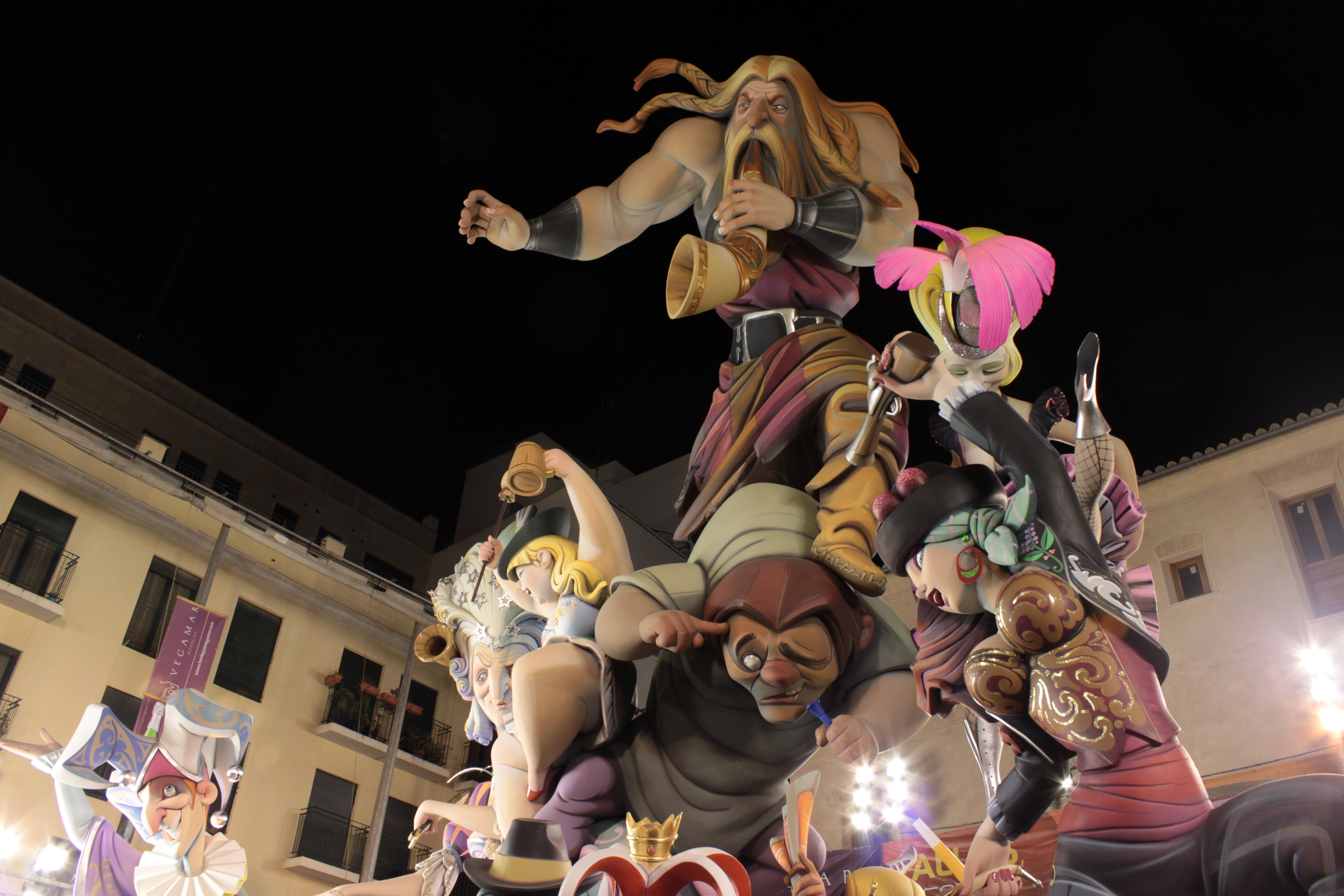
Primer premi del 2014: Plaça del Pilar.
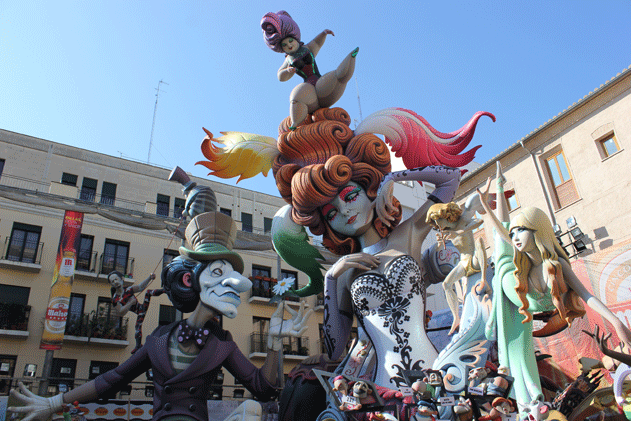
Primer premi del 2015: Plaça del Pilar
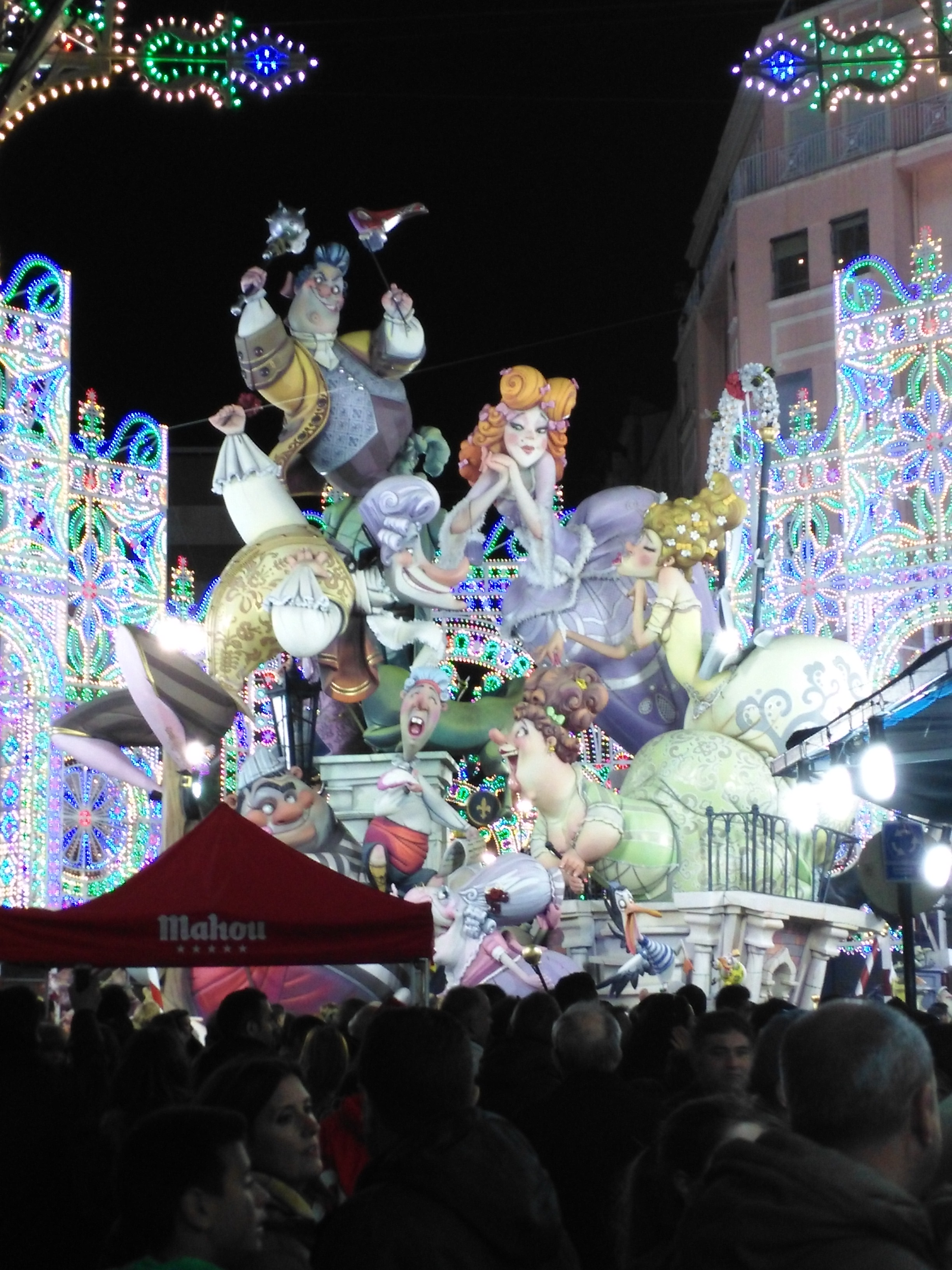
Primer premi del 2016: Cuba-Literato Azorín.
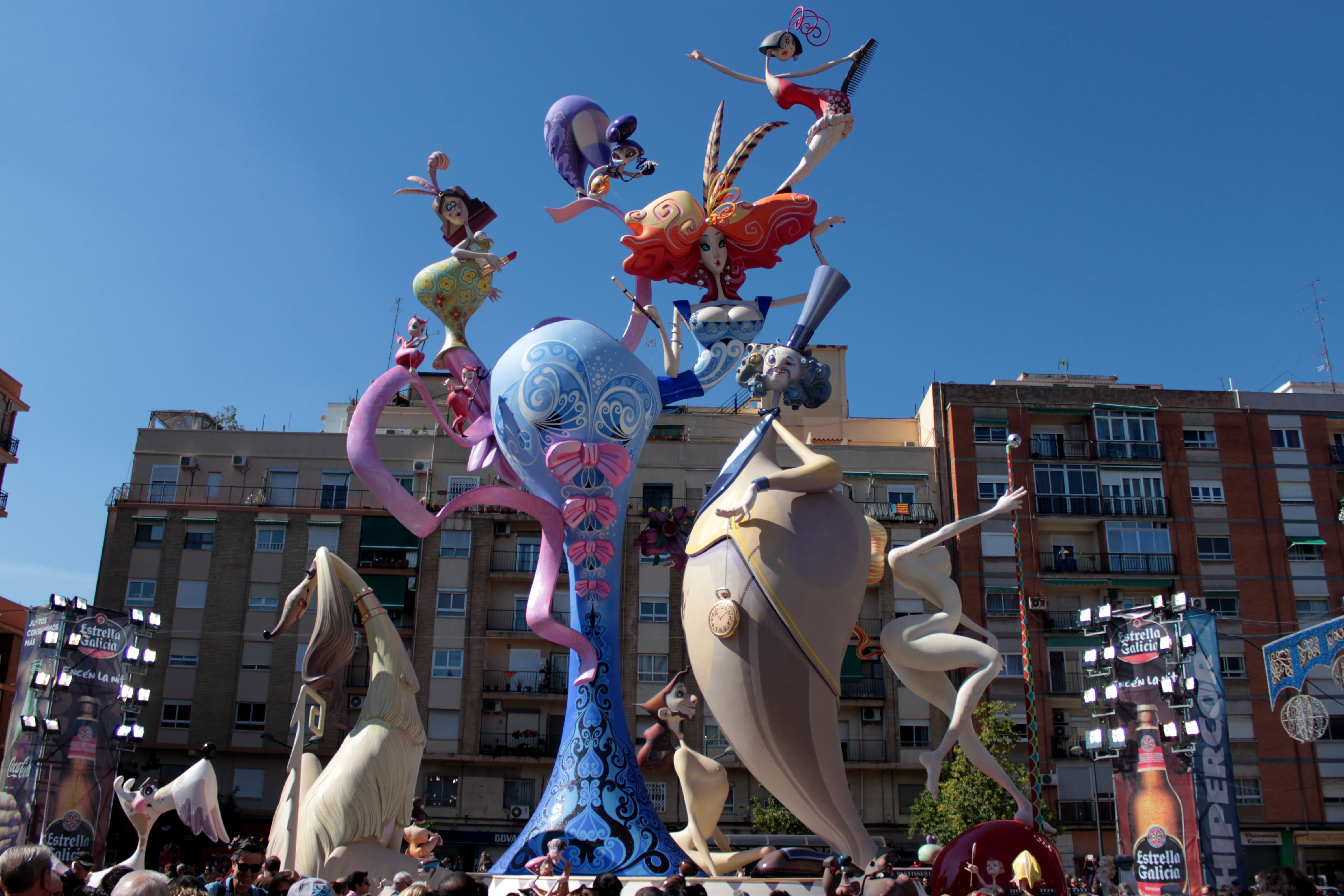
Primer premi del 2017: L'Antiga de Campanar.

### Secció Especial Infantil[8]
| Any  | Lema                                    | Artista                    | Comissió                              |
| ---- | --------------------------------------- | -------------------------- | ------------------------------------- |
| 1976 | "Saba nova"                             | Vicente Lorenzo            | Sant Vicent-Falangista Esteve         |
| 1977 | "Somnis d'infants"                      | Antonio Ramos              | Bisbe Amigó-Conca                     |
| 1978 | "Mantinguem les tradicions"             | Juan Canet                 | Espartero-G.V. Ramon y Cajal          |
| 1979 | "L'any del xiquet"                      | Juan Canet                 | Espartero-G.V. Ramon y Cajal          |
| 1980 | "Defensem nostra personalitat"          | Juan Canet                 | Espartero-G.V. Ramon y Cajal          |
| 1981 | "Pinzellades valencianes"               | Juan Canet                 | Espartero-G.V. Ramon y Cajal          |
| 1982 | "ELs Reis Mags"                         | Juan Canet                 | Espartero-G.V. Ramon y Cajal          |
| 1983 | "Honrem nostres tradicions"             | Juan Canet                 | Espartero-G.V. Ramon y Cajal          |
| 1984 | "València artesana i marinera"          | Juan Canet                 | Espartero-G.V. Ramon y Cajal          |
| 1985 | "Llum i glòria valenciana"              | Juan Canet                 | Espartero-G.V. Ramon y Cajal          |
| 1986 | "València mora i cristiana"             | Juan Canet                 | Espartero-G.V. Ramon y Cajal          |
| 1987 | "Ahir i hui juguem, però diferent"      | Miguel Santaeulalia Serrán | Na Jordana                            |
| 1988 | "La primavera"                          | Juan Canet                 | Espartero-G.V. Ramon y Cajal          |
| 1989 | "Xinesos i valencians, cosins germans"  | Juan Canet                 | Na Jordana                            |
| 1990 | "València, bressol d'artistes"          | Juan Canet                 | Na Jordana                            |
| 1991 | "Carnaval"                              | Julio Monterrubio          | Espartero-G.V. Ramon y Cajal          |
| 1992 | "On aneu amb eixa pinta?"               | Jose Luis Santes           | Albacete-Marvà                        |
| 1993 | "No em contes contes"                   | Jose Luis Santes           | Espartero-G.V. Ramon y Cajal          |
| 1994 | "Jardí de faules"                       | Paco López Albert          | Bisbe Amigó-Conca                     |
| 1995 | "La vida de l'artista faller"           | Manuel J. Blanco           | Sueca-Literat Azorin                  |
| 1996 | "Jugant amb l'espai"                    | Paco López Albert          | Arxiduc Carles-Xiva                   |
| 1997 | "L'herència de Disney"                  | Juan Carlos Molés          | Convent de Jerusalem-Matemàtic Marzal |
| 1998 | "La Fira de Juliol"                     | Manuel J. Blanco           | Sueca-Literat Azorin                  |
| 1999 | "Un món de silenci"                     | Manuel J. Blanco           | Sueca-Literat Azorin                  |
| 2000 | "La granja"                             | Julio Monterrubio          | Cuba-Buenos Aires                     |
| 2001 | "Racó màgic"                            | Julio Monterrubio          | Cuba-Buenos Aires                     |
| 2002 | "Un dia a Venècia"                      | MIguel Santaeulalia Serrán | Duc de Gaeta-Pobla de Farnals         |
| 2003 | "Visita a la Russafa fallera"           | Juan Carlos Molés          | Sueca-Literat Azorin                  |
| 2004 | "Estem com una gàbia"                   | Miguel Santaeulalia Núñez  | Pediatra Jorge Comin-Serra Calderona  |
| 2005 | "Un dia al mercat"                      | Miguel Santaeulalia Núñez  | Pediatra Jorge Comin-Serra Calderona  |
| 2006 | "Cançó de bressol"                      | Julio Monterrubio          | Pediatra Jorge Comin-Serra Calderona  |
| 2007 | "Unes Falles la mar de salades"         | Julio Monterrubio          | Pediatra Jorge Comin-Serra Calderona  |
| 2008 | "Eureka"                                | Joan S. Blanch             | Eposició-Misser Mascó                 |
| 2009 | "Rebel·lió a la guarderia"              | Javier Fernández           | Convent de Jerusalem-Matemàtic Marzal |
| 2010 | "Tots a una veu"                        | Joan S. Blanch             | Exposició-Misser Mascó                |
| 2011 | "Les noces dels meus pares... en fotos" | Julio Monterrubio          | Pediatra Jorge Comin-Serra Calderona  |
| 2012 | "Carrusel d'emocions"                   | Julio Monterrubio          | Pediatra Jorge Comin-Serra Calderona  |
| 2013 | "Jardí Botànic: Imagine"                | Julio Monterrubio          | Pediatra Jorge Comin-Serra Calderona  |
| 2014 | "Degustació d'arrossos"                 | Julio Monterrubio          | Duc de Gaeta-Pobla de Farnals         |
| 2015 | "Despertà a la primavera"               | Julio Monterrubio          | Duc de Gaeta-Pobla de Farnals         |
| 2016 | "Muac"                                  | Joan S. Blanch             | Na Jordana                            |
| 2017 | "Abecedari artesà"                      | Jose Gallego               | Convent de Jerusalem-Matemàtic Marzal |
| 2018 | "Mira dins"                             | Iván Tortajada             | Mestre Gozalbo-Comte d'Altea          |
| 2019 | "Si falles"                             | Iván Tortajada             | Mestre Gozalbo-Comte d'Altea          |

### Secció Especial Infantil "Enginy i Gràcia"
| Any  | Lema                                    | Artista                                               | Comissió                              |
| ---- | --------------------------------------- | ----------------------------------------------------- | ------------------------------------- |
| 1976 |                                         | Andrés Martorell                                      | Ramiro de Maeztu-Lleons               |
| 1977 | "Visca l'art"                           | Armando Serra                                         | Jose Antonio-Duc de Calàbria          |
| 1978 |                                         |                                                       |                                       |
| 1979 |                                         |                                                       | Espartero-G.V. Ramon y Cajal          |
| 1980 |                                         |                                                       | Plaça del Pilar                       |
| 1981 |                                         |                                                       | Na Jordana                            |
| 1982 |                                         |                                                       | Espartero-G.V. Ramon y Cajal          |
| 1983 |                                         |                                                       | Espartero-G.V. Ramon y Cajal          |
| 1984 |                                         |                                                       | Na Jordana                            |
| 1985 |                                         |                                                       | Espartero-G.V. Ramon y Cajal          |
| 1986 |                                         |                                                       | Na Jordana                            |
| 1987 |                                         |                                                       | Almirall Cadarso-Comte d'Altea        |
| 1988 |                                         |                                                       | Na Jordana                            |
| 1989 |                                         |                                                       | Espartero-G.V. Ramon y Cajal          |
| 1990 |                                         |                                                       | Na Jordana                            |
| 1991 |                                         |                                                       | Monestir de Poblet-A. Albiñana        |
| 1992 |                                         |                                                       | Monestir de Poblet-A. Albiñana        |
| 1993 |                                         |                                                       | Monestir de Poblet-A. Albiñana        |
| 1994 |                                         |                                                       | Arxiduc Carles-Xiva                   |
| 1995 |                                         |                                                       | Sueca-Literat Azorin                  |
| 1996 |                                         |                                                       | Monestir de Poblet-A. Albiñana        |
| 1997 |                                         |                                                       | Arxiduc Carles-Xiva                   |
| 1998 | "Els xiquets... al cel!"                | Joan S. Blanch                                        | Serrans-Plaça dels Furs               |
| 1999 | "Un món de silenci"                     | Manolo J. Blanco                                      | Sueca-Literat Azorin                  |
| 2000 | "La granja"                             | Julio Monterrubio                                     | Cuba-Buenos Aires                     |
| 2001 | "Els pares fan dotze anys... de casats" | Fet d'Encàrrec                                        | Na Jordana                            |
| 2002 | "Els drets dels xiquets"                | Juan Carlos Molés                                     | Sueca-Literat Azorin                  |
| 2003 | "No, això no es fa!"                    | Joan S. Blanch                                        | Exposició-Misser Mascó                |
| 2004 | "Una ciutat amb mil colors"             | Joan S. Blanch                                        | Exposició-Misser Mascó                |
| 2005 | "Un dia al mercat"                      | Miguel Santaeulalia Núñez                             | Pediatra Jorge Comin-Serra Calderona  |
| 2006 | "L'aniversari de Tia Cloti"             | Javier Fernandez                                      | Monestir de Poblet-A Albiñana         |
| 2007 | "Unes Falles la mar de salades"         | Julio Monterrubio                                     | Pediatra Jorge Comin-Serra Calderona  |
| 2008 | "Primer varen ser xiquets"              | Miguel Santaeulalia Serran                            | Pediatra Jorge Comin-Serra Calderona  |
| 2009 | "Per terra, mar i aire"                 | Guillermo Rojas                                       | Albereda-Avda. França                 |
| 2010 | "Making off d'una obra d'art"           | Javier Fernandez                                      | Sueca-Literat Azorin                  |
| 2011 | "De què vas?"                           | Joan S. Blanch                                        | Na Jordana                            |
| 2012 | "Vaig a tindre un germanet"             | Pedro Rodríguez                                       | Regne de València-Duc de Calàbria     |
| 2013 | "Cluedo"                                | Salvador Dolz                                         | Barri Beteró                          |
| 2014 | "La Cort del Rei Sol"                   | Ceballos i Sanabria                                   | Exposició-Misser Mascó                |
| 2015 | "Una altra volta"                       | Miguel H                                              | Malvarrosa-A. Ponz-Cavite             |
| 2016 | "Muac"                                  | Joan S. Blanch                                        | Na Jordana                            |
| 2017 | "Hortalendari"                          | Cap de suro Estudi (Ariadna González i Xavier Gurrea) | Exposició-Misser Mascó                |
| 2018 | "Mira dins"                             | Iván Tortajada                                        | Mestre Gozalbo-Comte d'Altea          |
| 2019 | "Contes a la valenciana"                | José Gallego                                          | Convent de Jerusalem-Matemàtic Marzal |

### Nombre de premis de falla infantil per comissió
| Comissió                                | 1r Premi |
| --------------------------------------- | -------- |
| Espartero - Ramón y Cajal               | 12       |
| Pediatra Jorge Comin - Serra Calderona  | 7        |
| Na Jordana                              | 4        |
| Sueca - Literat Azorín                  | 4        |
| Duc de Gaeta - Pobla de Farnals         | 3        |
| Convent de Jerusalem - Matemàtic Marçal | 3        |
| Bisbe Amigó - Conca                     | 2        |
| Cuba - Buenos Aires                     | 2        |
| Exposició - Misser Mascó                | 2        |
| Mestre Gozalbo-Comte d'Altea            | 2        |
| Albacete - Marvà                        | 1        |
| Arxiduc Carles - Xiva                   | 1        |
| Sant Vicent - Falangista Esteve         | 1        |